# Suisse au Concours Eurovision de la chanson 2010
La Suisse a participé au Concours Eurovision de la chanson 2010 à Oslo, en Norvège, avec pour représentant Michael von der Heide. Il a été choisi pour représenter le pays au concours avec la chanson Il pleut de l'or. Cela fait 8 ans que la Suisse n'avait pas été représentée par un chanteur francophone.